# Шевроз
Шевроз (фр. Chevroz) насеље је и општина у источној Француској у региону Франш-Конте, у департману Ду која припада префектури Безансон.
По подацима из 2011. године у општини је живело 105 становника, а густина насељености је износила 53,03 становника/km². Општина се простире на површини од 1,98 km². Налази се на средњој надморској висини од 225 метара (максималној 251 m, а минималној 210 m).

## Демографија
| 1962. | 1968. | 1975. | 1982. | 1990. | 1999. | 2011. |
| ----- | ----- | ----- | ----- | ----- | ----- | ----- |
| 71    | 84    | 82    | 84    | 77    | 81    | 105   |

График промене броја становника у току последњих година